# Jo Coenen
Jozef Maria Johannes (Jo) Coenen (Heerlen, 30 september 1949) is een Nederlandse architect en stedenbouwkundige. Van 2000-2004 bekleedde hij de functie van rijksbouwmeester.

## Opleiding en loopbaan
Coenen groeide op in Zuid-Limburg en bezocht de middelbare school (Bernardinuscollege) in Heerlen. Hij studeerde in 1975 af als architect aan de Technische Universiteit Eindhoven (destijds Technische Hogeschool Eindhoven), waarna hij docent werd aan de faculteit bouwkunde van dezelfde universiteit. Vanaf 1977 studeerde hij korte tijd bij Luigi Snozzi in Locarno en James Stirling in Düsseldorf. Ook werkte hij vanaf 1979 enige tijd voor het architectenbureau van Aldo van Eyck & Theo Bosch in Amsterdam. In datzelfde jaar opende hij in Eindhoven de eerste vestiging van zijn eigen architectenbureau. In de zomer van 1984 maakte hij een studiereis naar Rome. In 1990 verhuisde het bureau naar Maastricht en inmiddels heeft het onder de naam Jo Coenen Architects & Urbanists ook een vestiging in Amsterdam en nevenvestigingen in Berlijn, Luxemburg, Zürich en Milaan.
Coenen was als docent verbonden aan de academies voor bouwkunst in Tilburg en Maastricht en de technische universiteiten van Karlsruhe, Aken, Lausanne, Eindhoven en Delft.

## Werk
Aanvankelijk realiseerde Coenen vooral relatief kleinschalige projecten, merendeels in het zuiden van het land, zoals de openbare bibliotheek in Heerlen (1983-1986), het stadskantoor in Delft (1984-1986) en een bankgebouw in Venlo (1984-1987). Coenen wist in Nederland een reputatie op te bouwen door zijn stedenbouwkundige ontwerpen, onder andere voor de Vaillantlaan in Den Haag, het KNSM-eiland in Amsterdam en het Céramique-terrein en het Maas-Marktproject in Maastricht. Met name door deze grootschalige en gecompliceerde projecten nam zijn naamsbekendheid ook in het buitenland toe.
Andere grotere projecten zijn het Nederlands Architectuurinstituut (thans: Het Nieuwe Instituut) in het Museumpark in Rotterdam (1988–1993), het Smalle Haven-gebied in Eindhoven (met onder andere de Vestedatoren, 2000–2006) en de Innovatoren in Venlo (2009-2011). Het bureau van Coenen (Jo Coenen Architects and Urbanists of JCAU) was een van de twee architectenbureaus (het andere bureau was Network Oriented Architects, ofwel NOAHH) van het (tweede) ontwerp van het onderwijs- en cultuurcomplex Amare aan het Haagse Spui (2015-2021).
De ontwerpen van JCAU worden gekenmerkt door een duidelijke stedenbouwkundige oriëntatie, waarbij de inrichting van de openbare ruimte centraal staat. Het oeuvre en ook de huidige portefeuille worden gekenmerkt door ontwerpen door alle schaalniveaus heen, van stad tot stoel. De wisselwerking tussen gebouw en stad staat centraal in Coenens ontwerpen. Onder meer door elementen te laten terugkeren tracht hij tot een samensmelting te komen van de uiteenlopende ontwerpen en de bestaande context in een plan. Zijn werk is wel gekarakteriseerd als een ‘vriendelijk monumentalisme’. Binnen de Nederlandse architectuur treedt hij op als pleitbezorger voor meer historisch besef, meer diepgang en meer gevoel voor continuïteit. Zowel bij zijn stedenbouwkundige projecten als tijdens zijn rijksbouwmeesterschap liet hij een zekere voorkeur voor Belgische, Zwitserse en Zuid-Europese architecten blijken. Zo koos hij bij de ontwikkeling van het KNSM-eiland onder anderen voor Bruno Albert en Diener & Diener, bij Céramique voor Bruno Albert, Charles Vandenhove, bOb Van Reeth, Christian Kieckens, Mario Botta, Luigi Snozzi, Aldo Rossi, Cruz y Ortiz, MBM Arquitectes en Álvaro Siza, en bij Mosae Forum opnieuw voor Albert. Als rijksbouwmeester droeg hij in 2001 Juan Navarro Baldeweg voor als architect voor het RCE-gebouw in Amersfoort.
Eind 2021 lanceerde Coenen, samen met de Belgisch-Nederlandse econoom en oud-rector magnificus van de Universiteit Maastricht Luc Soete, een plan voor de gedeeltelijke ondertunneling van de spoorzone in Maastricht. Het plan, dat geheel op eigen initiatief en op persoonlijke titel was uitgewerkt, werd in 2022 gepresenteerd in een expositie in het Centre Céramique. Nadat er ook steun kwam vanuit de Maastrichtse gemeenteraad, vroeg het gemeentebestuur aan ProRail om een haalbaarheidsonderzoek. Na een negatief advies van ProRail ("te duur") paste het tweetal het plan aan van een gedeeltelijke, naar een volledige ondertunneling, waardoor het plan door een grotere grondopbrengst rendabeler zou zijn.
In 2024 droeg Coenen zijn complete archief over aan Het Nieuwe Instituut. Ongeveer de helft daarvan – alle Nederlandse projecten ten zuiden van de grote rivieren, in de Euregio Maas-Rijn en elders in Europa – blijven de eerste tien jaar als langdurige bruikleen in het Centre Céramique in Maastricht. Een deel van de correspondentie wordt pas in 2050 openbaar.

## Privé
Coenen werd geboren in Heerlen, maar groeide op in Nuth en Hoensbroek. Hij is gehuwd en heeft een zoon. Het gezin woont sinds 1989 in het centrum van Maastricht.

## Eerbewijzen
Coenen ontving een groot aantal prijzen en onderscheidingen, waaronder de BNA-kubus (1995) en erelidmaatschappen van de Bund Deutscher Architekten (1995) en van het
American Institute of Architects (2009). In 2004 verleende de Open Universiteit hem een eredoctoraat. In 2014 werd hij benoemd tot Ridder in de Orde van de Nederlandse Leeuw. In 2020 ontving hij de ARC20 Oeuvre Award.
Exposities van het werk van Coenen vonden onder andere in 2014 en 2020 plaats in Bureau Europa in Maastricht. Bij die laatste tentoonstelling, Jo Coenen. 40 jaar werken in Europa, ter ere van zijn 70e verjaardag, verscheen een catalogus samengesteld door Coenen zelf en Remco Beckers.
Het grand café gelegen op de kop van het archiefgebouw van Het Nieuwe Instituut in Rotterdam was aanvankelijk vernoemd naar de architect, Jo Coenen. Dit café is later omgevormd tot Het Nieuwe Café.

## Ontwerpen (selectie)
Coenen en zijn bureau werkten mee aan ruim 750 projecten – grote en kleine, gerealiseerde en niet-gerealiseerde – in Nederland, Duitsland, Frankrijk, Italië en Zwitserland.
Stedebouwkundige plannen

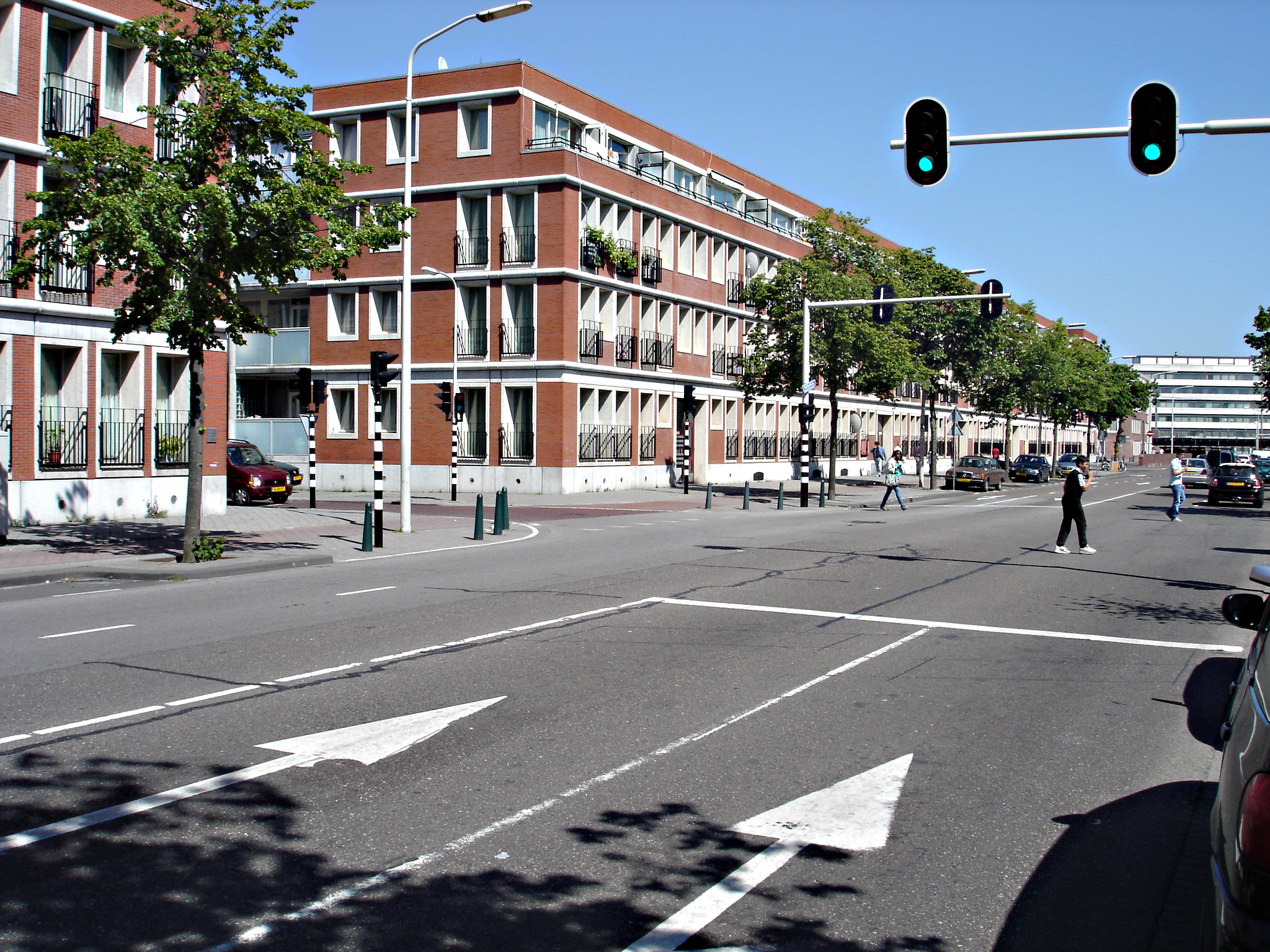
Vaillantlaan, Den Haag
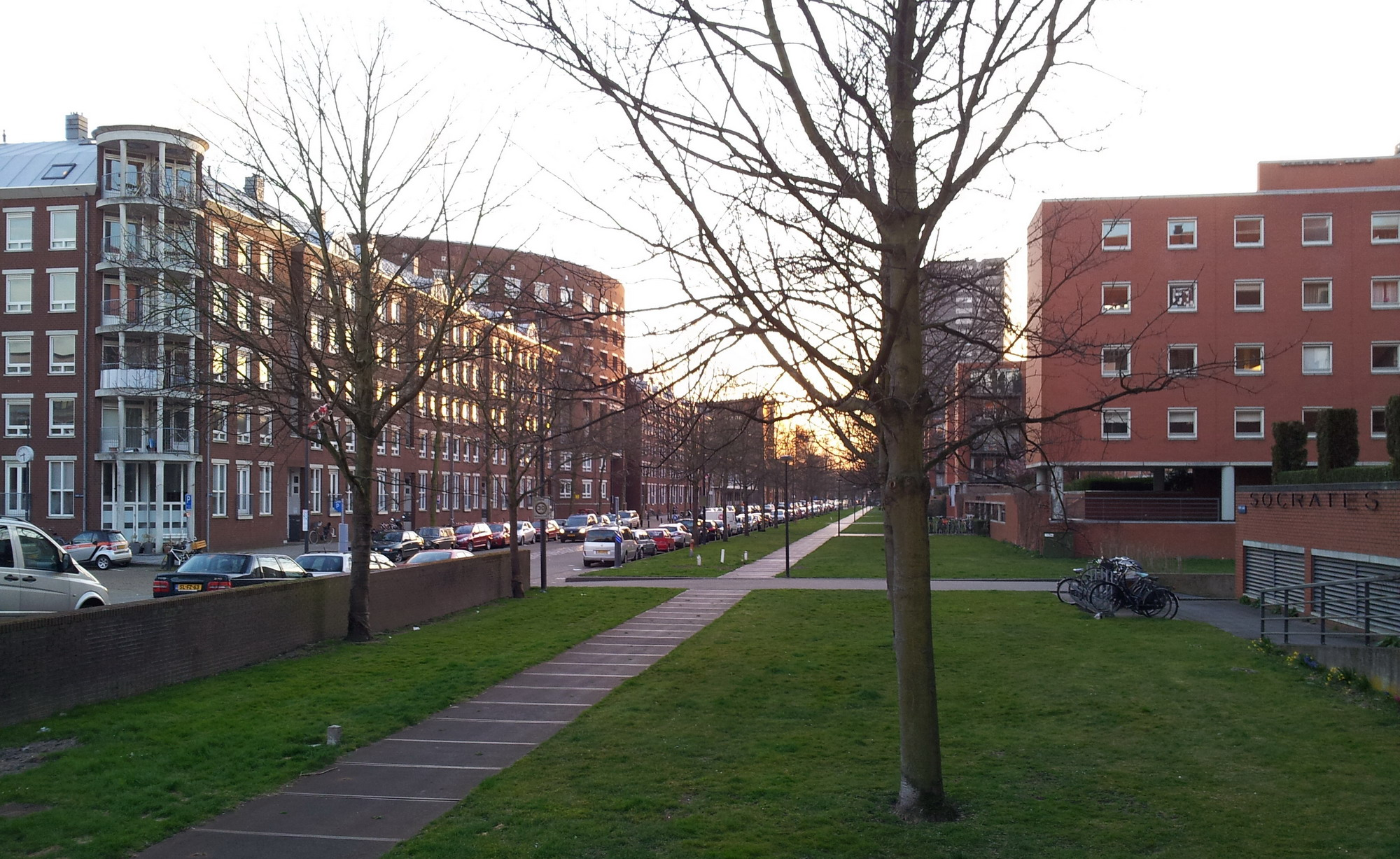
KNSM-laan, Amsterdam
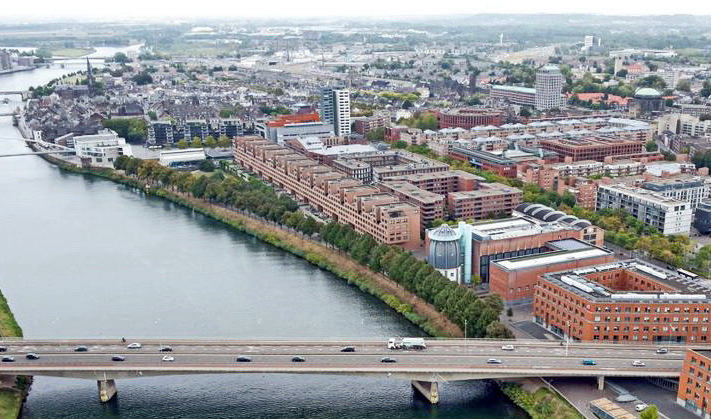
Céramique, Maastricht
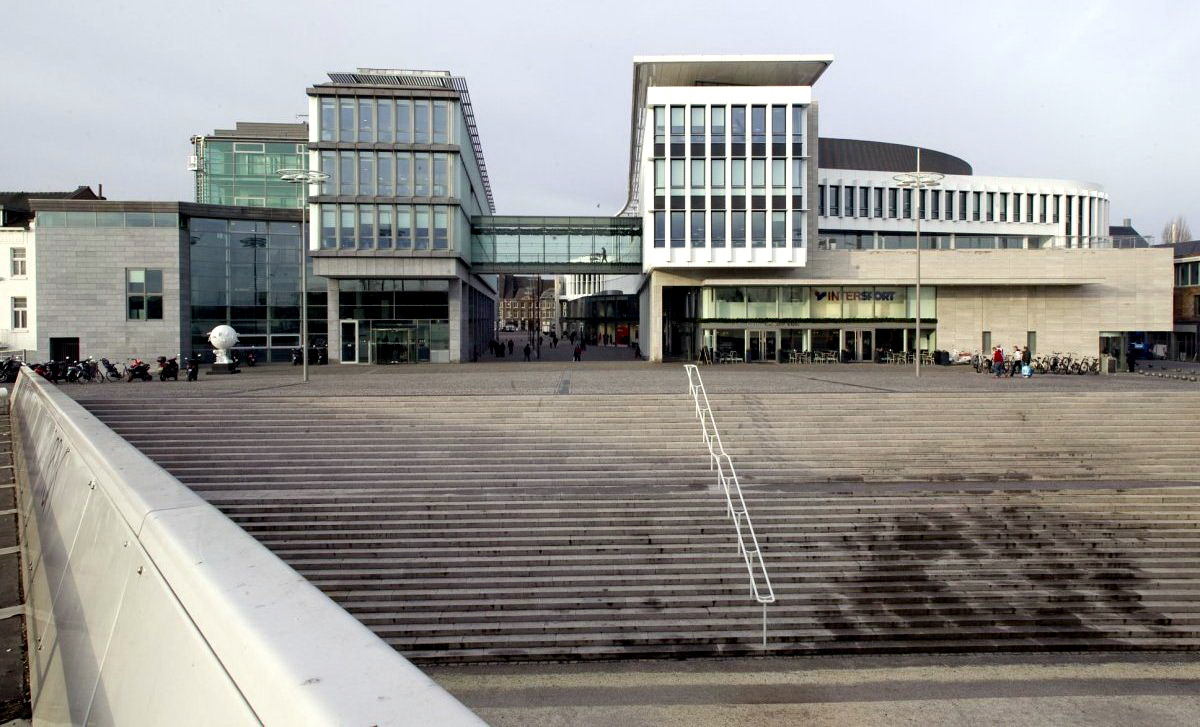
Maaspromenade, Maastricht
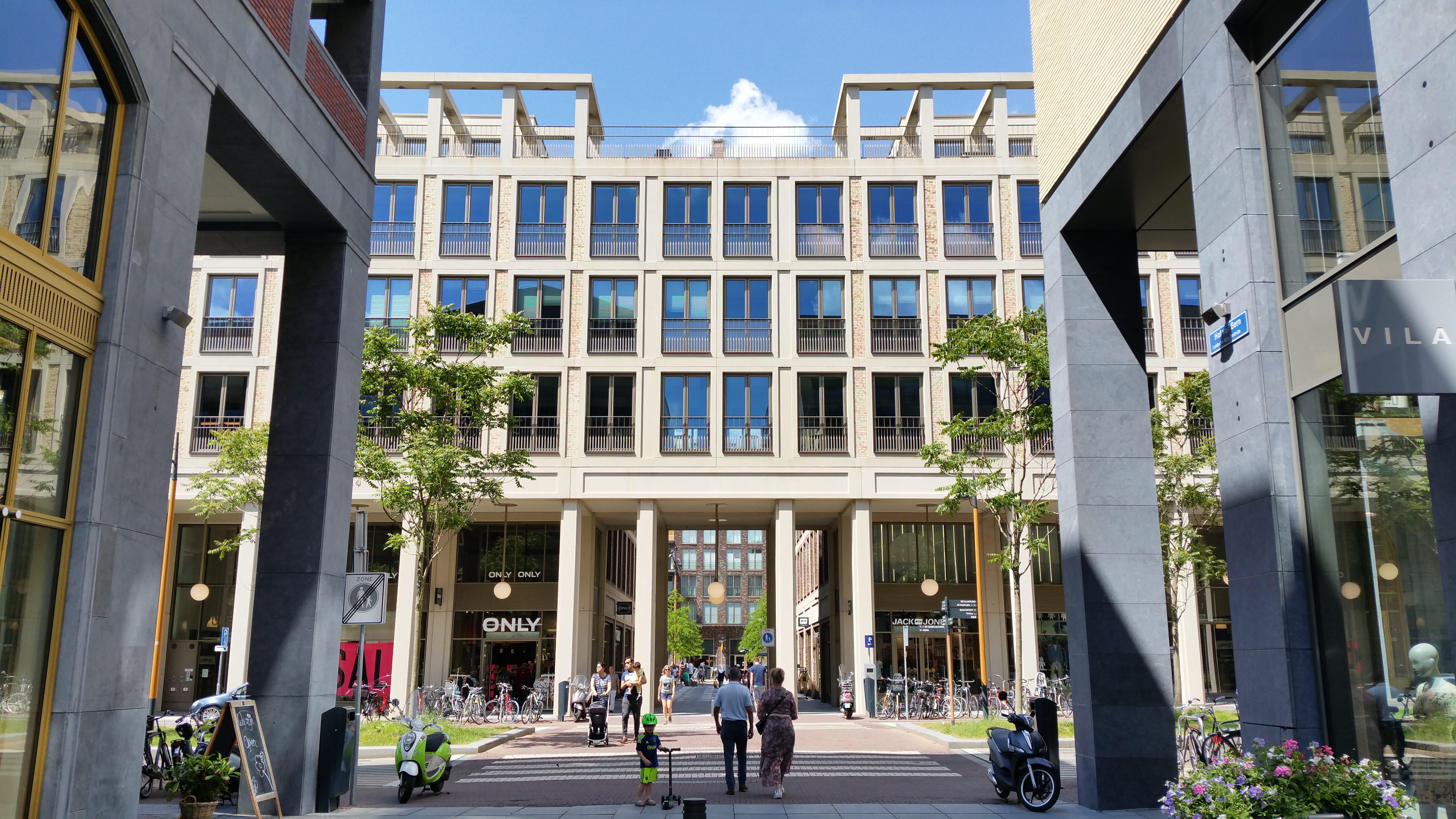
Winkelgebied Leidsche Rijn
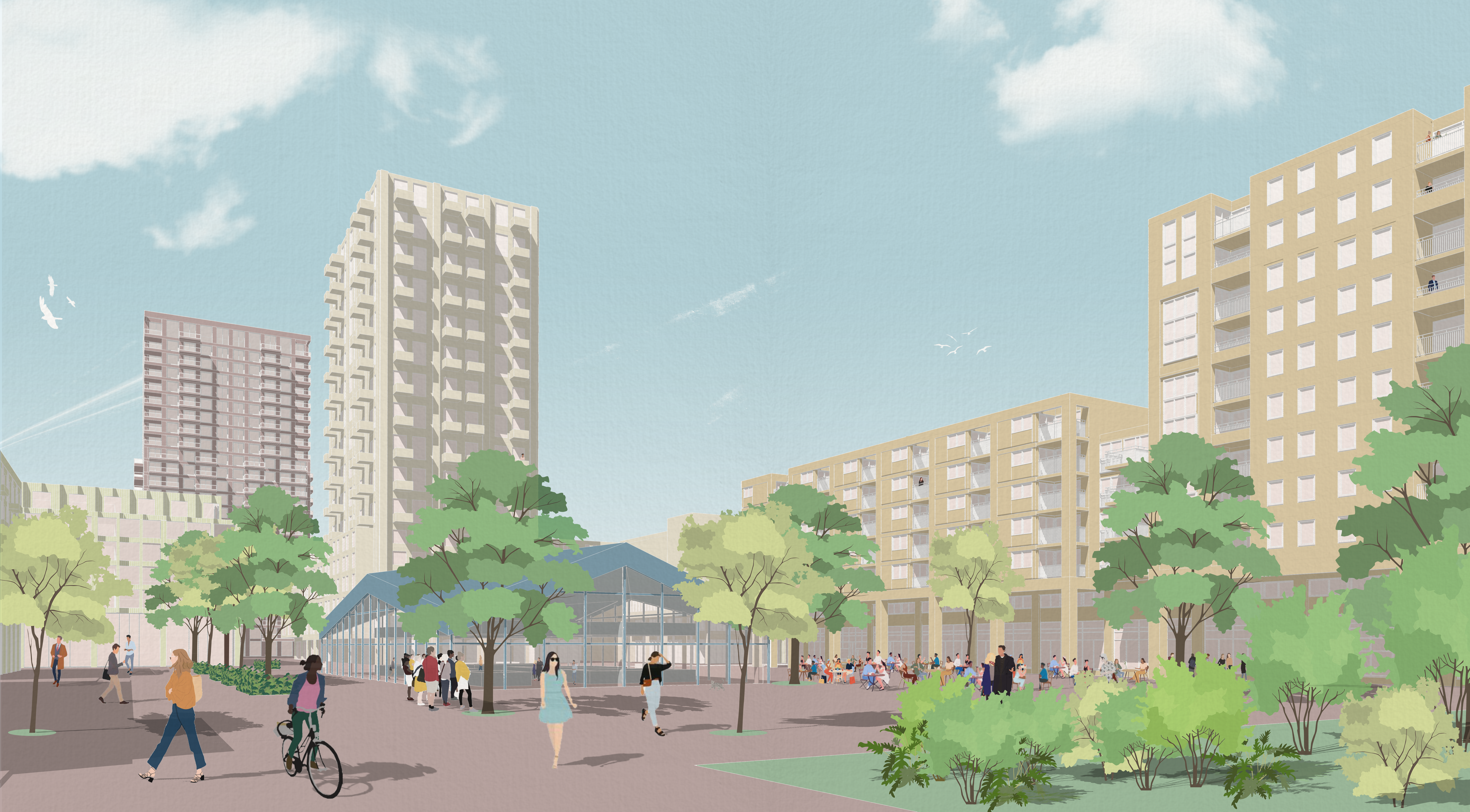
Schalkwijk, Haarlem

Gebouwen Maastricht

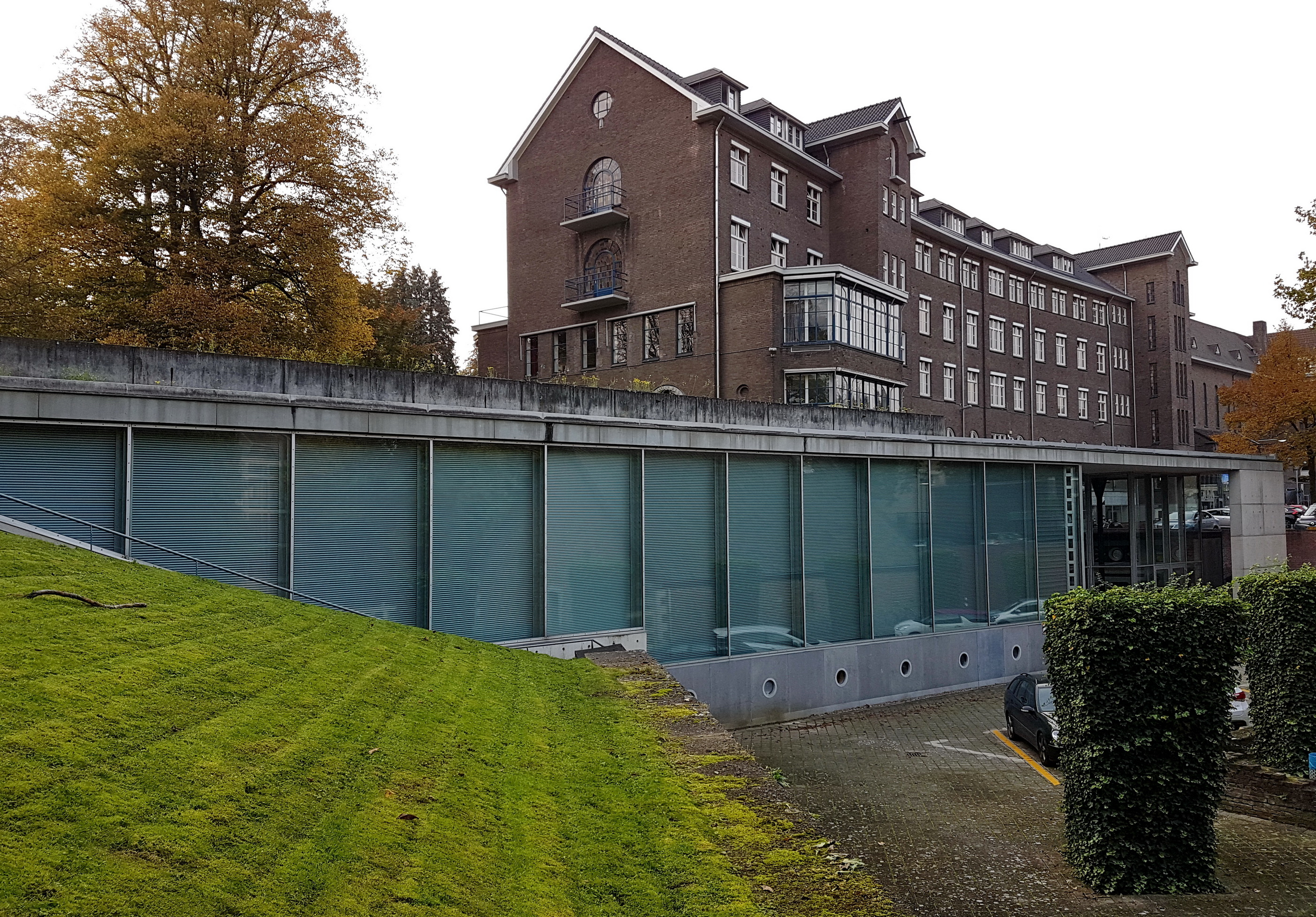
Collegezaal Universiteit Maastricht
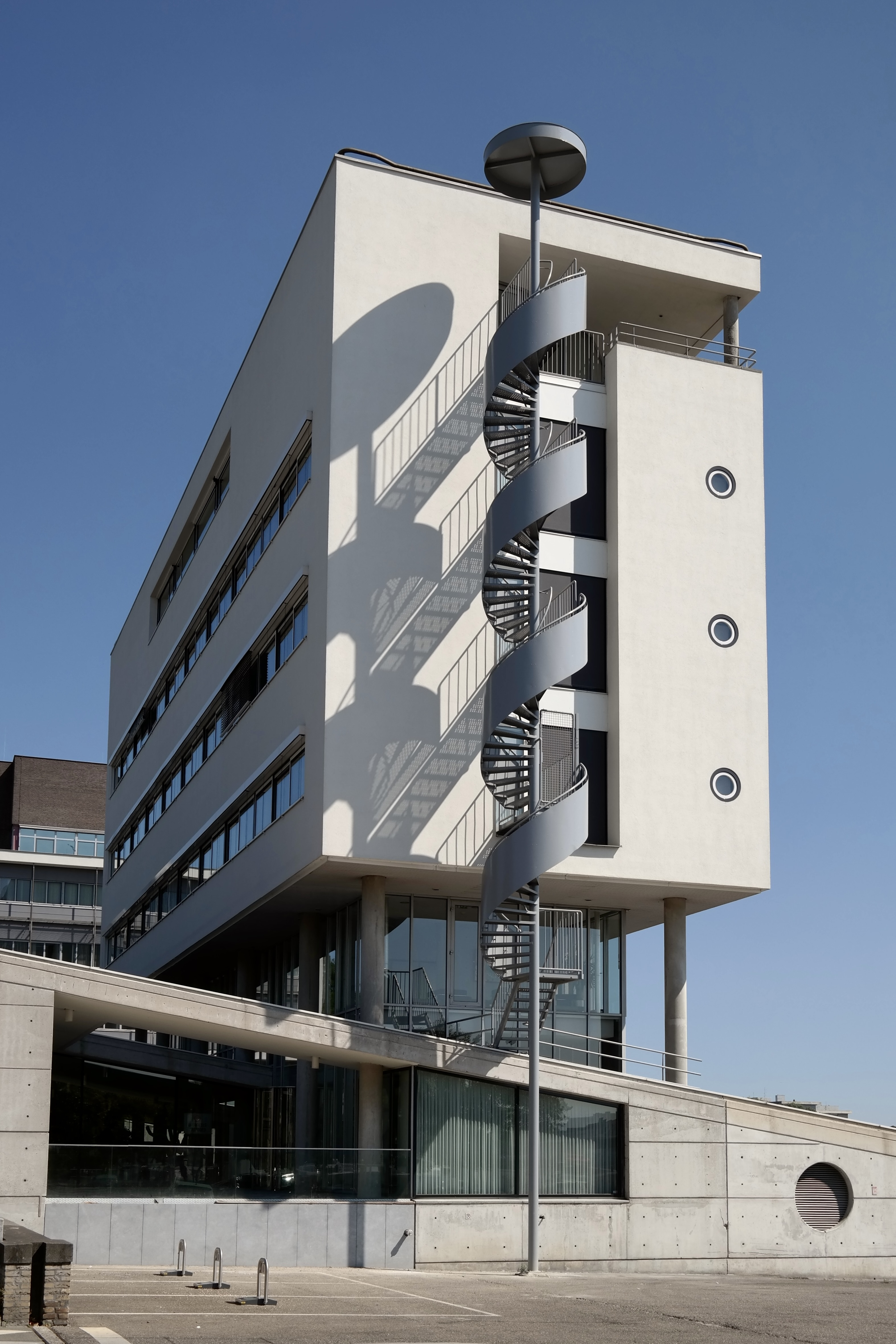
Kantoorgebouw Maasboulevard
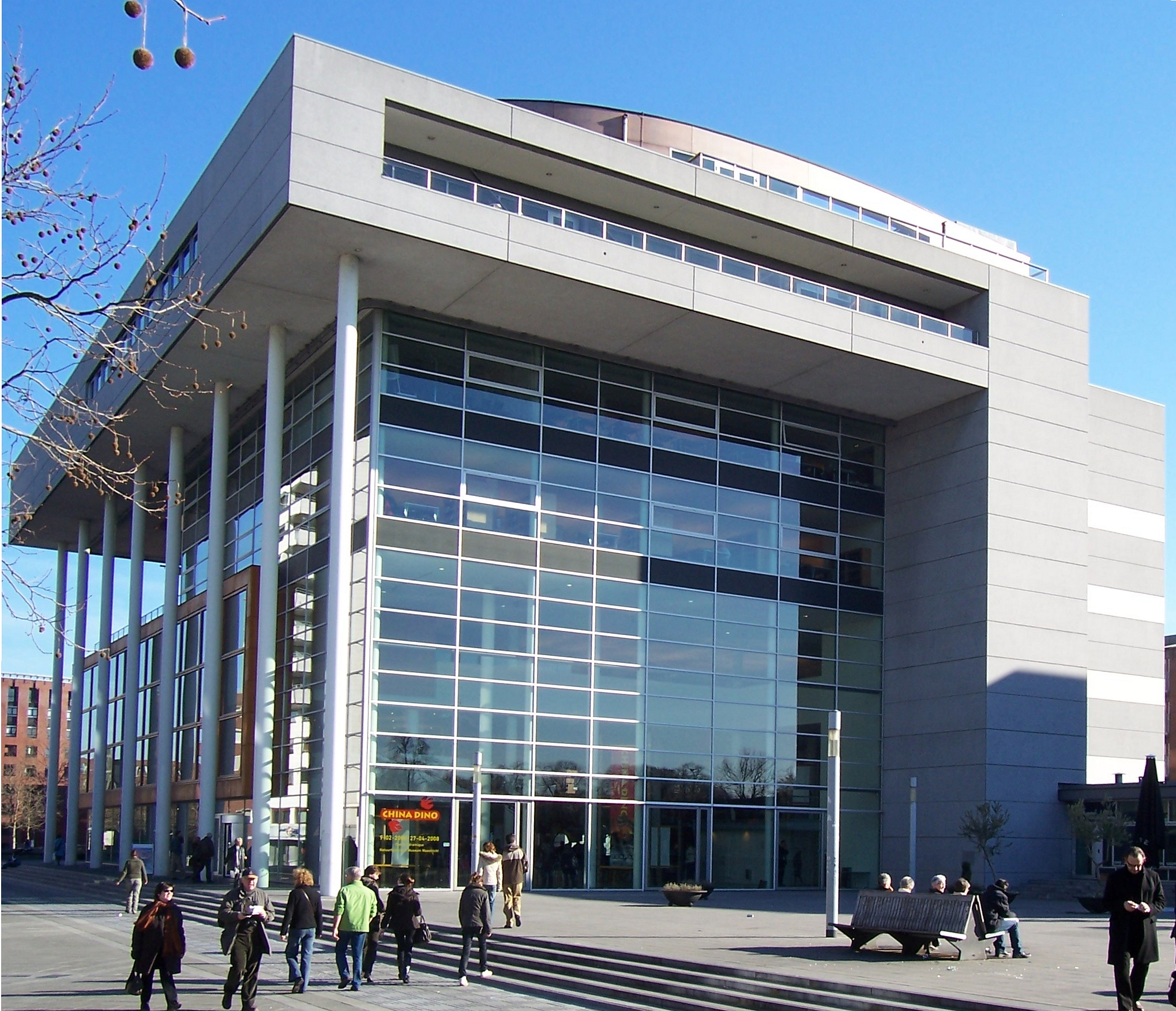
Centre Céramique
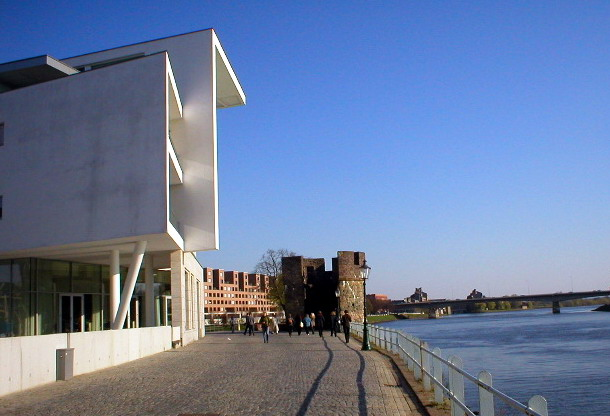
Appartementengebouw Céramique
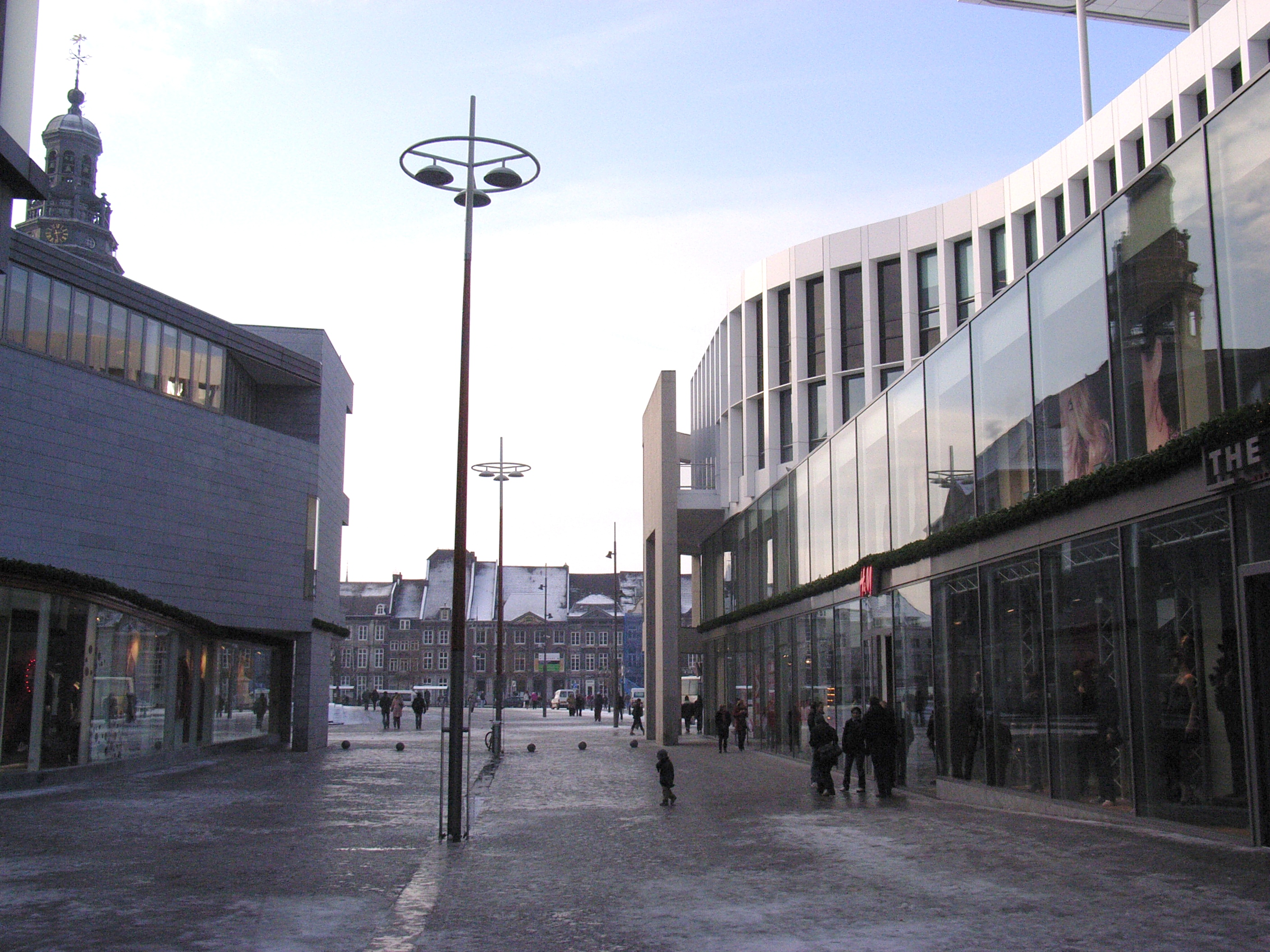
Mosae Forum, binnenstraat
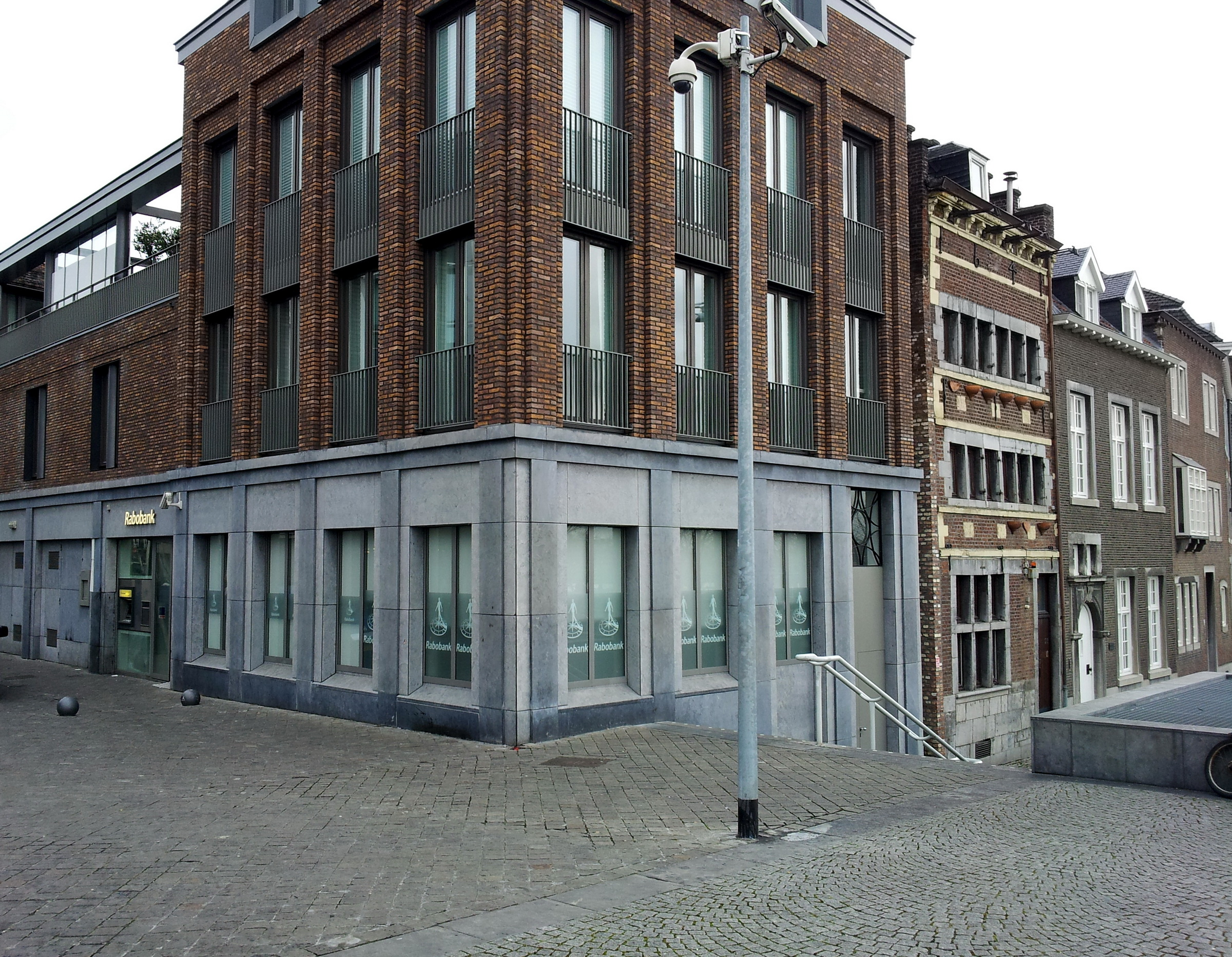
Gubbelstraat

Gebouwen elders

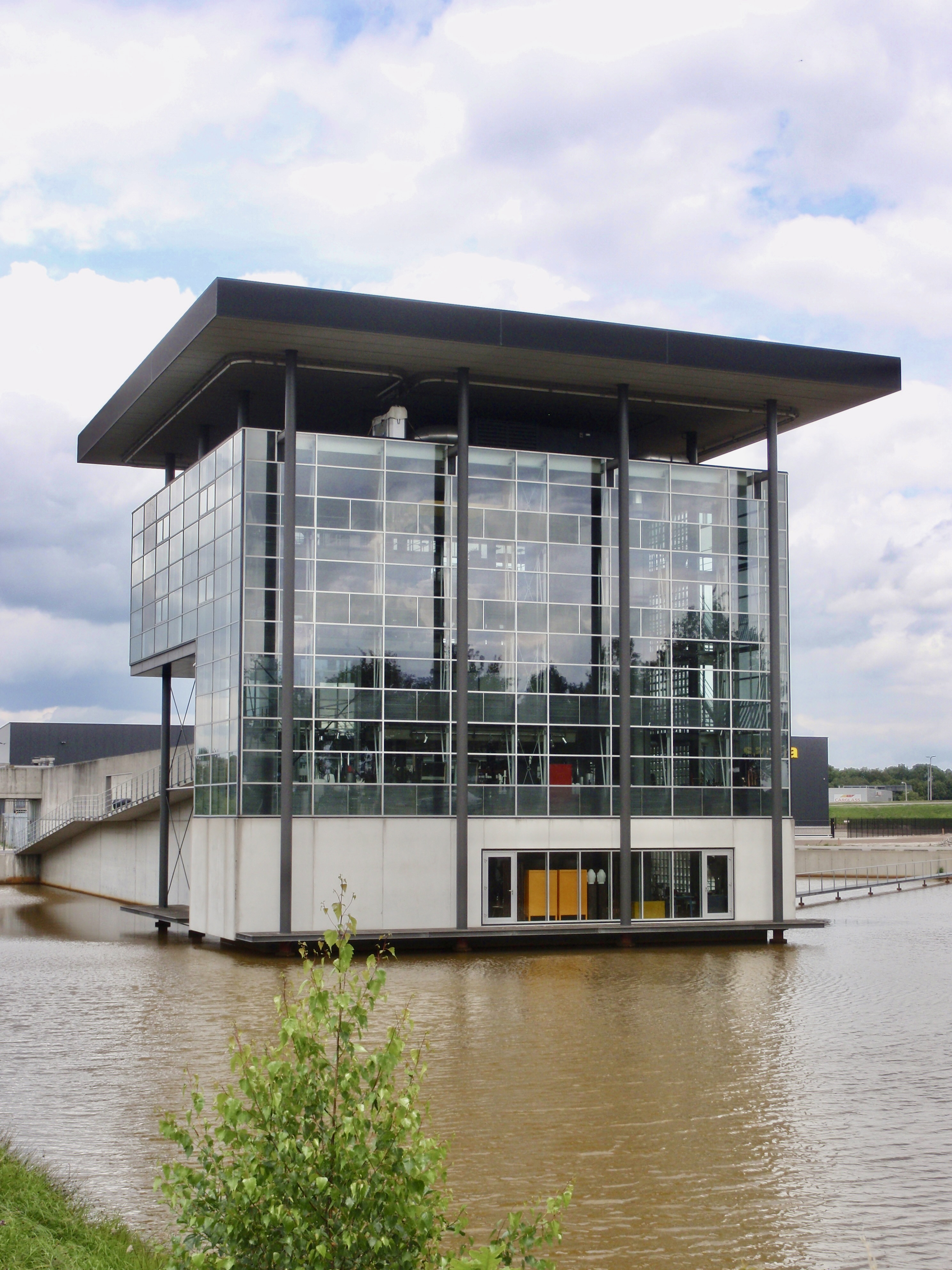
Kantoorgebouw Haans, Tilburg
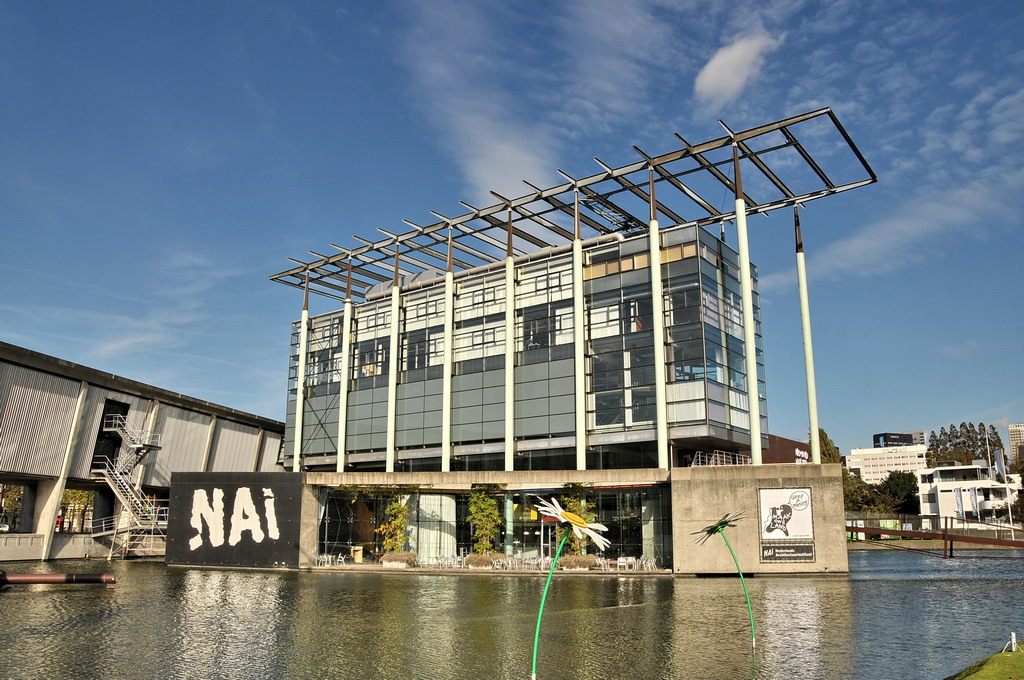
Het Nieuwe Instituut (voorheen NAi), Rotterdam
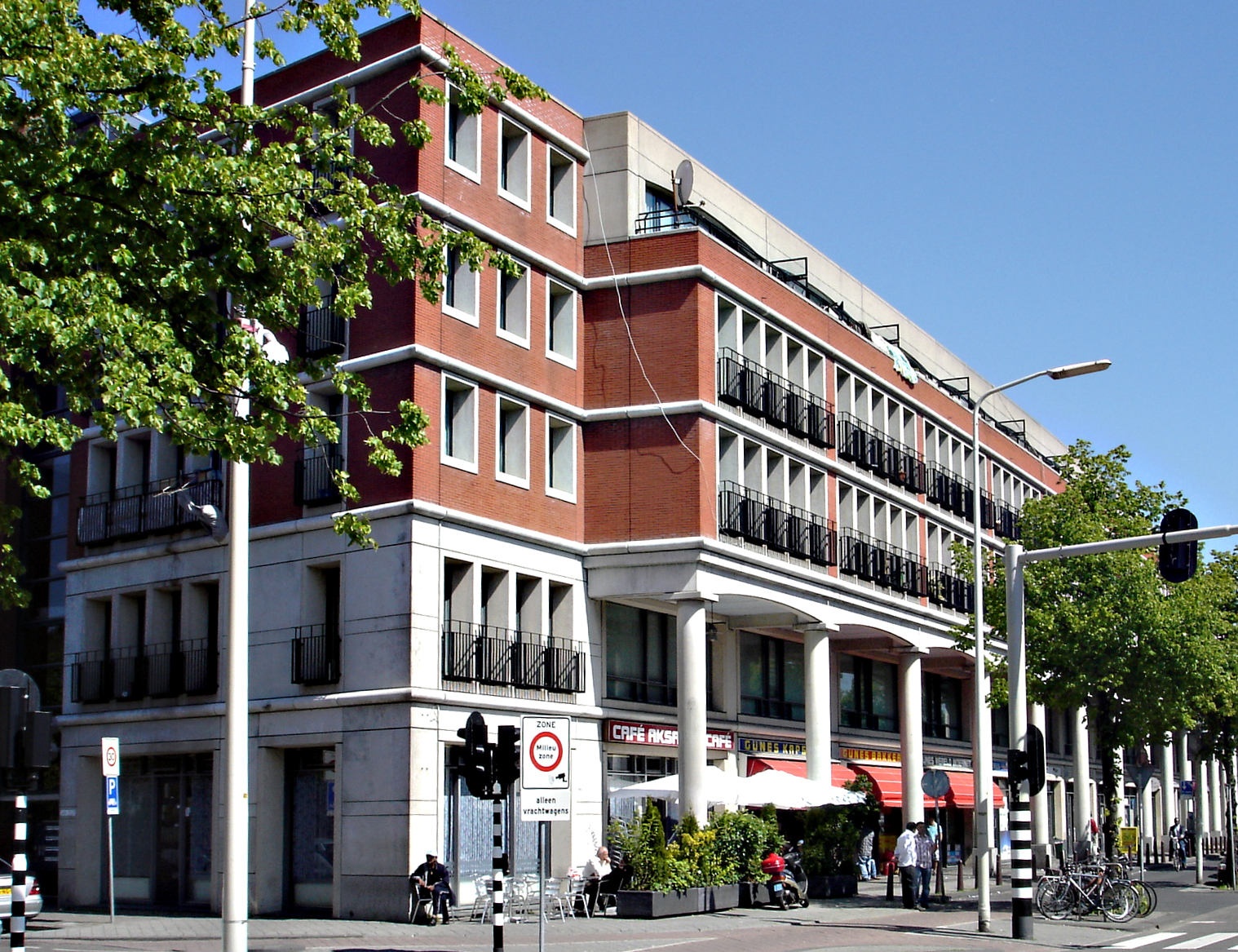
Vaillantlaan-Van Ostadestraat, Den Haag
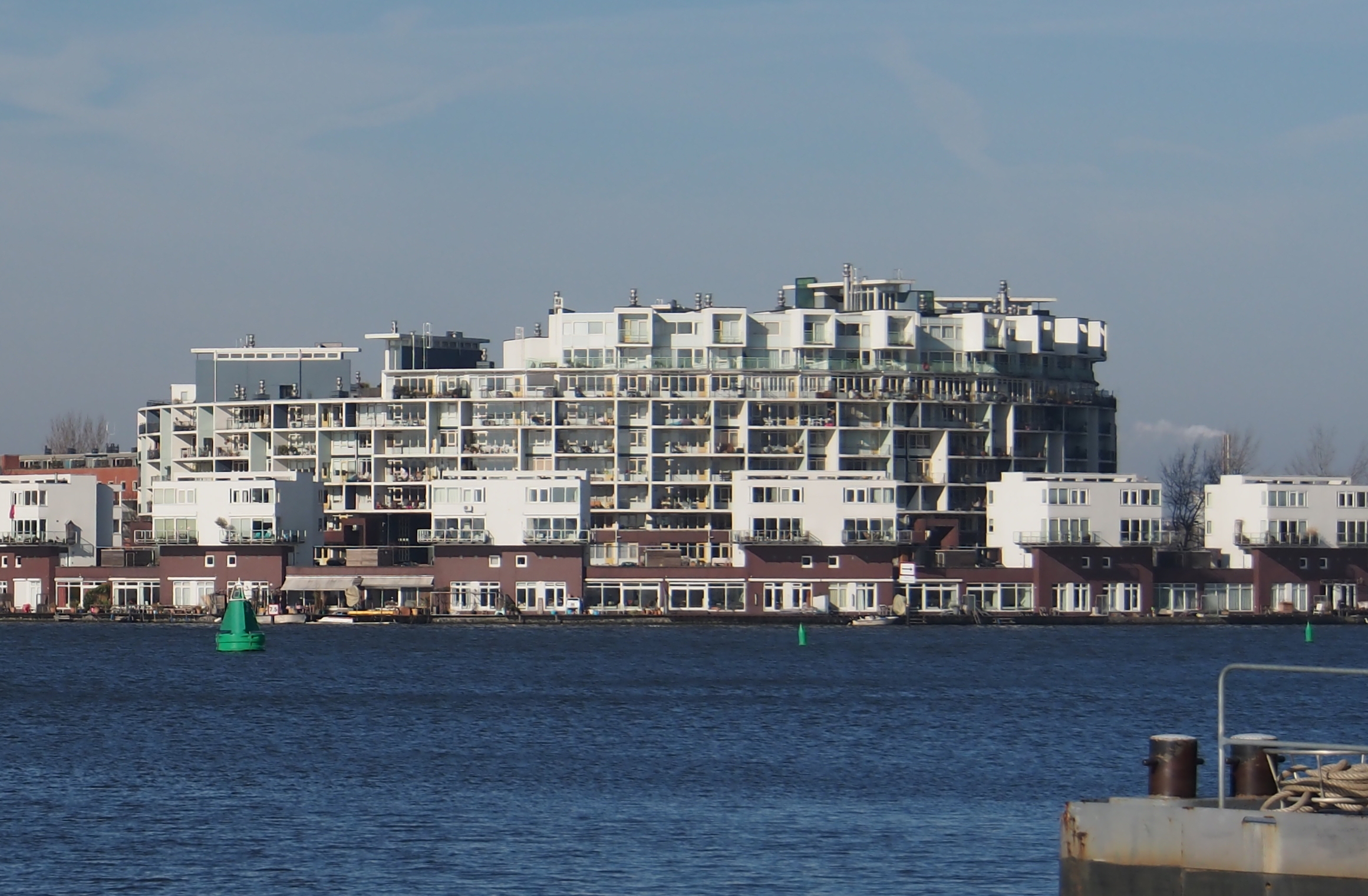
Emerald Empire, KNSM-eiland, Amsterdam
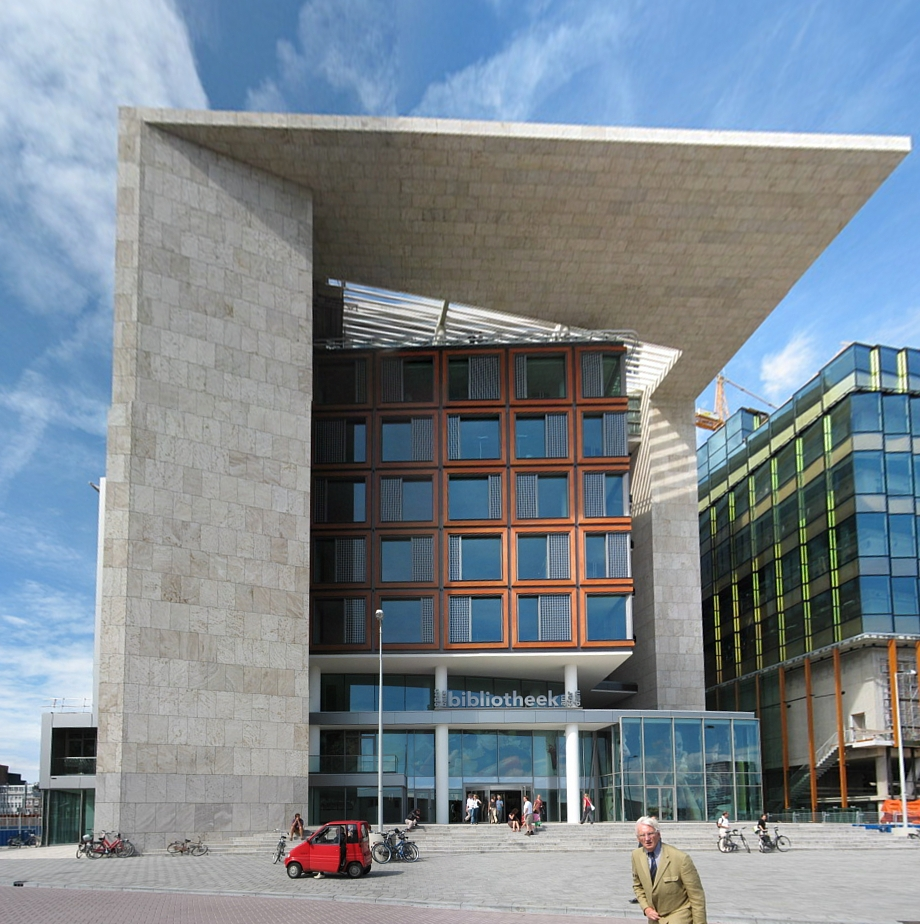
OBA, Oosterdokskade 143, Amsterdam
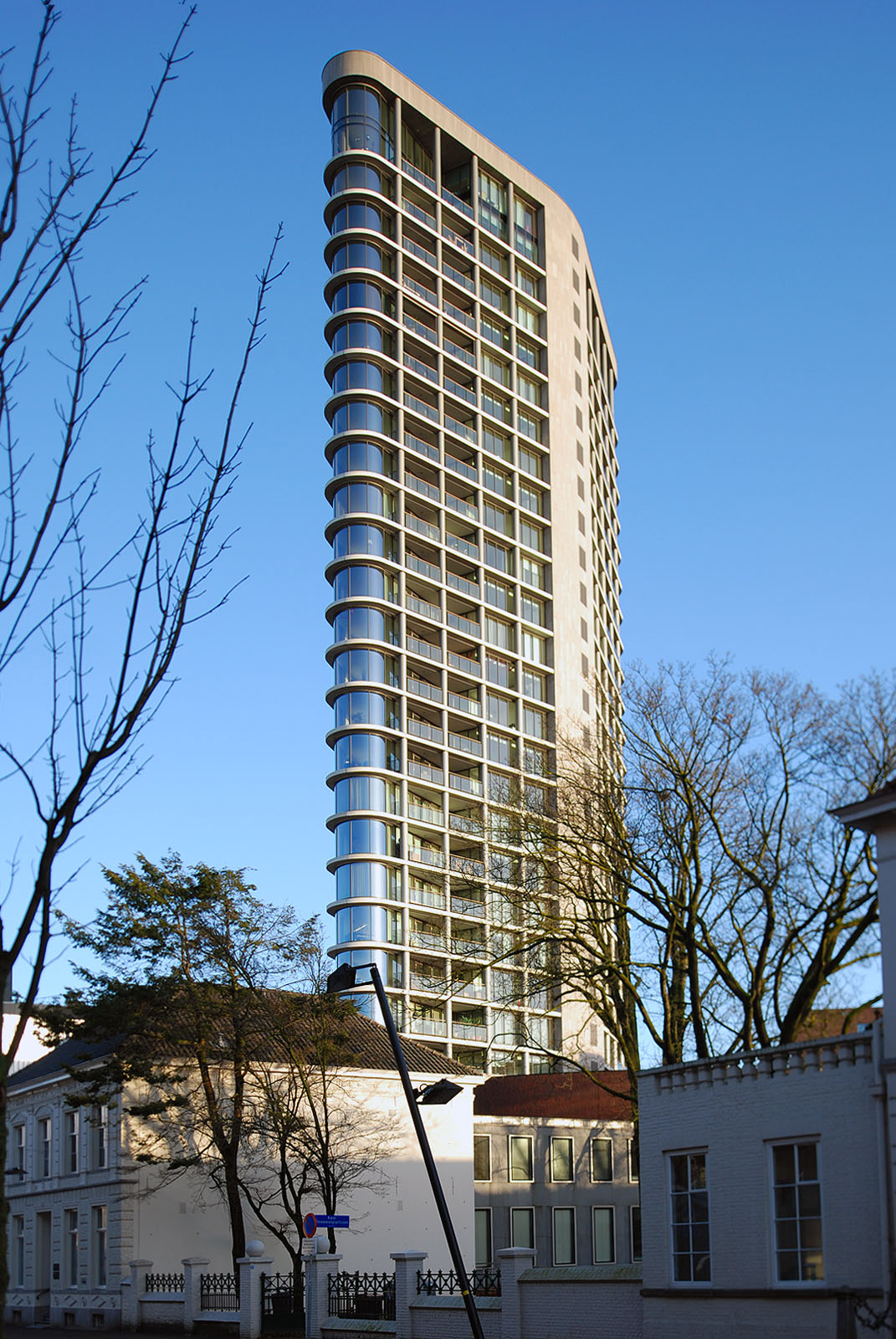
Vesteda Toren, Eindhoven
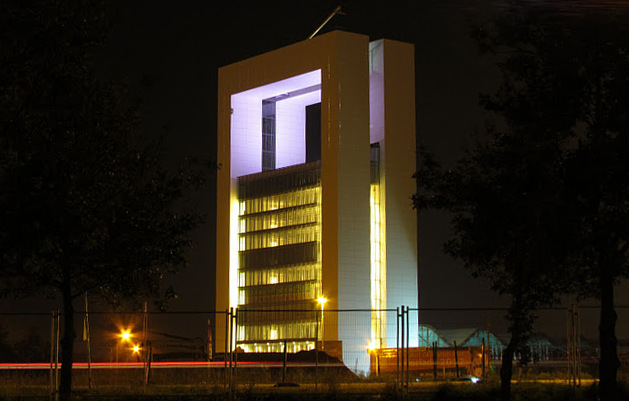
Innovatoren Floriade 2012, Venlo
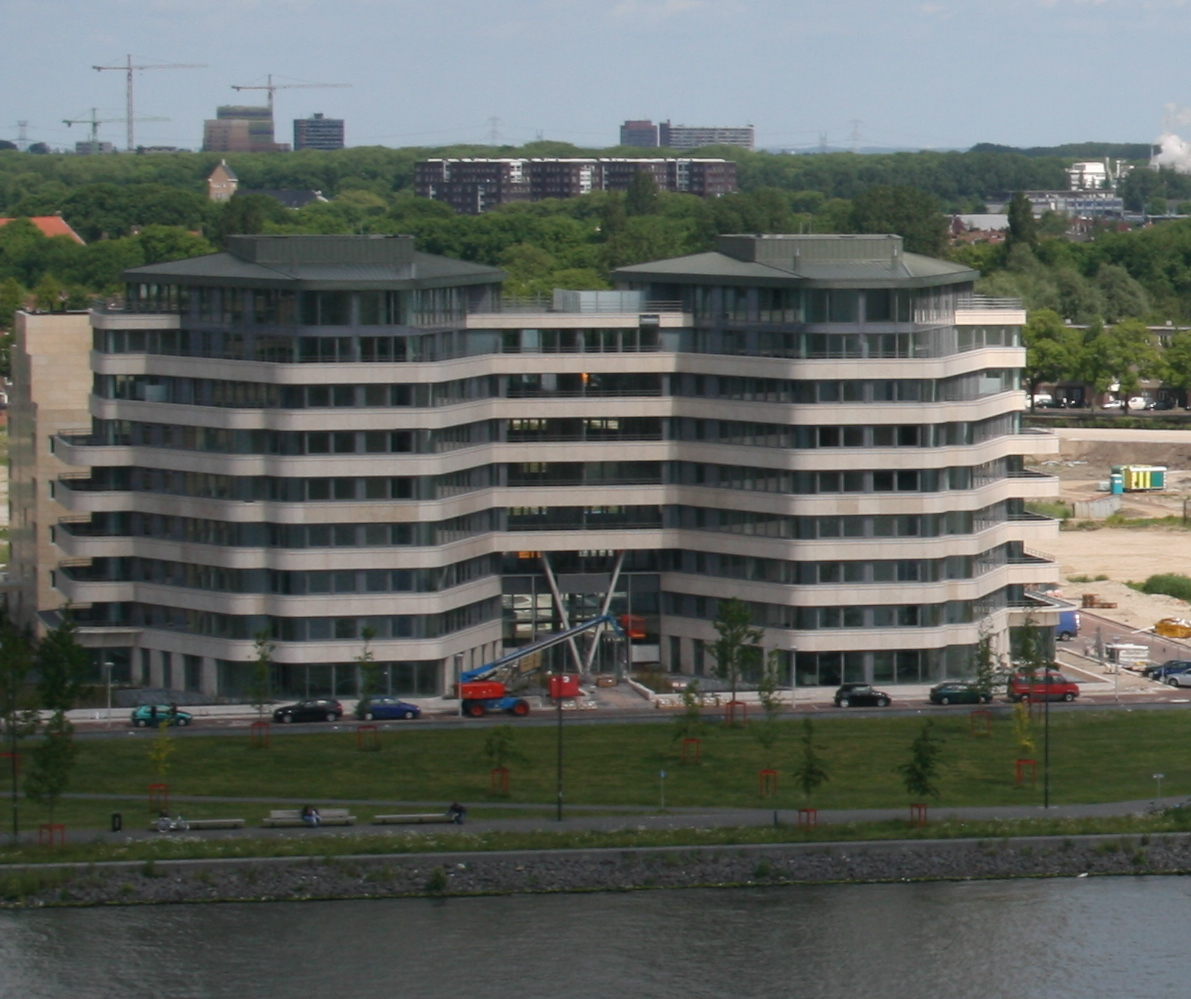
De Zeven Provinciën, Overhoeks, Amsterdam
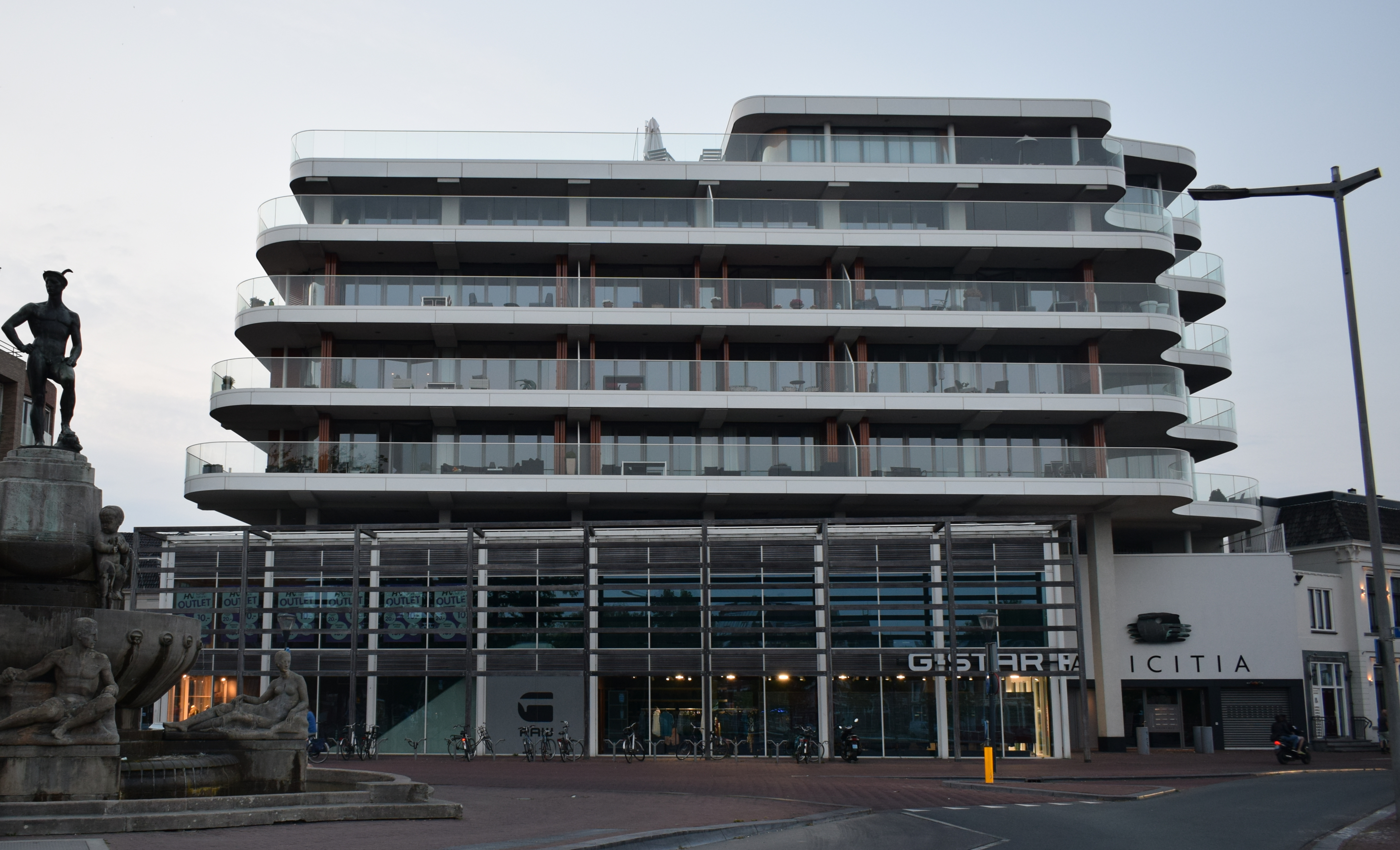
Amicitia, Leeuwarden
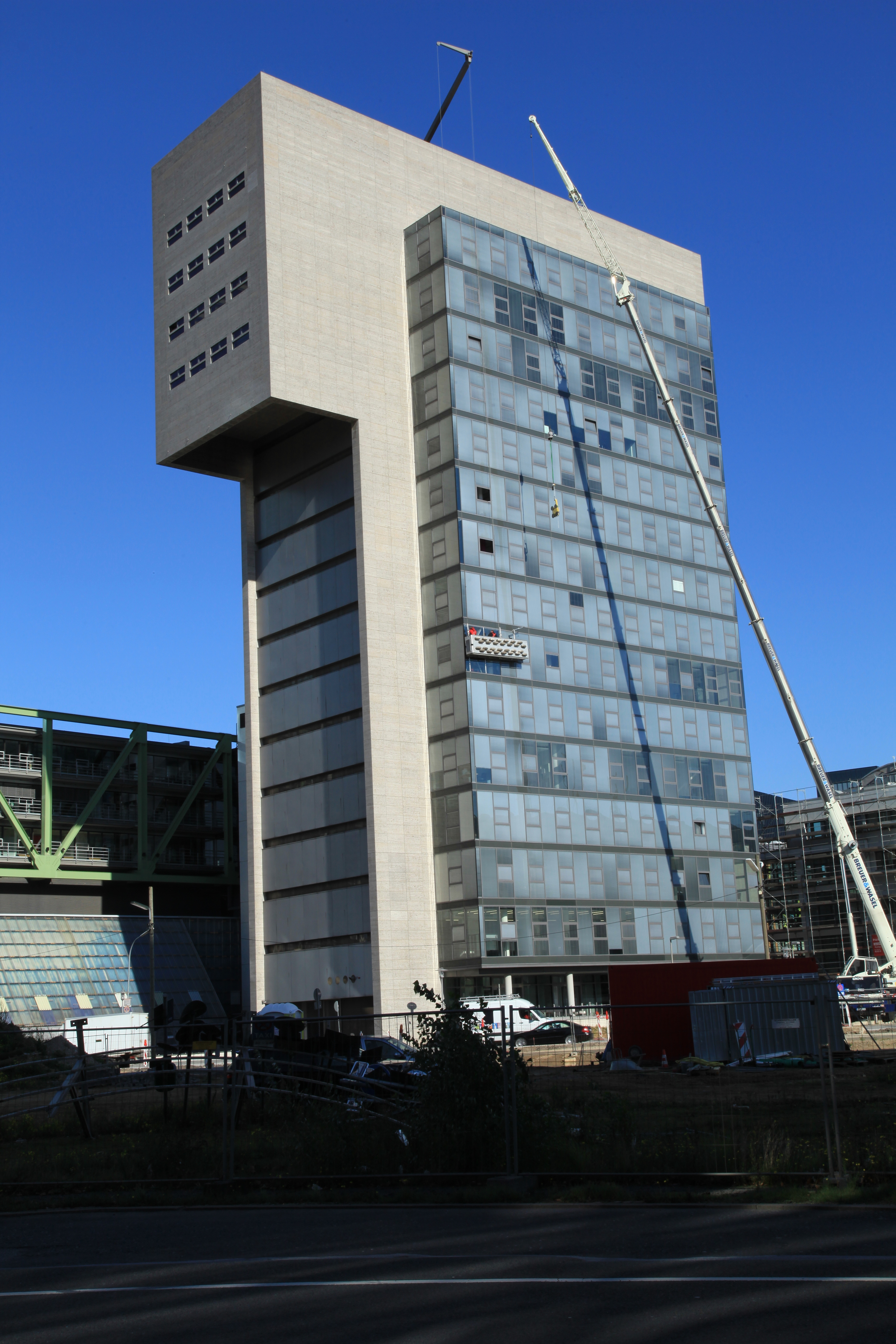
DOCK, Düsseldorf
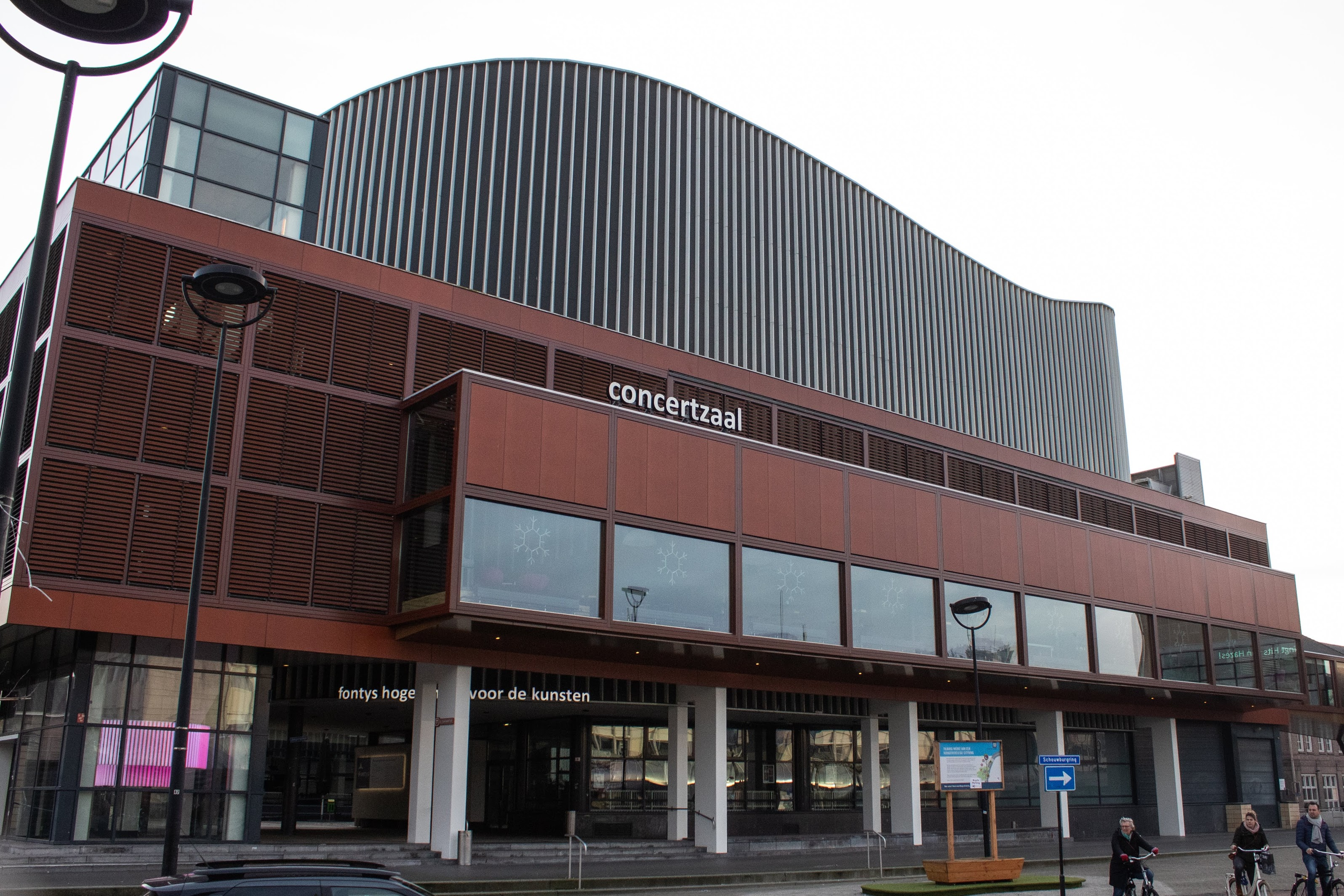
Fontys Hogeschool voor de Kunsten, Tilburg
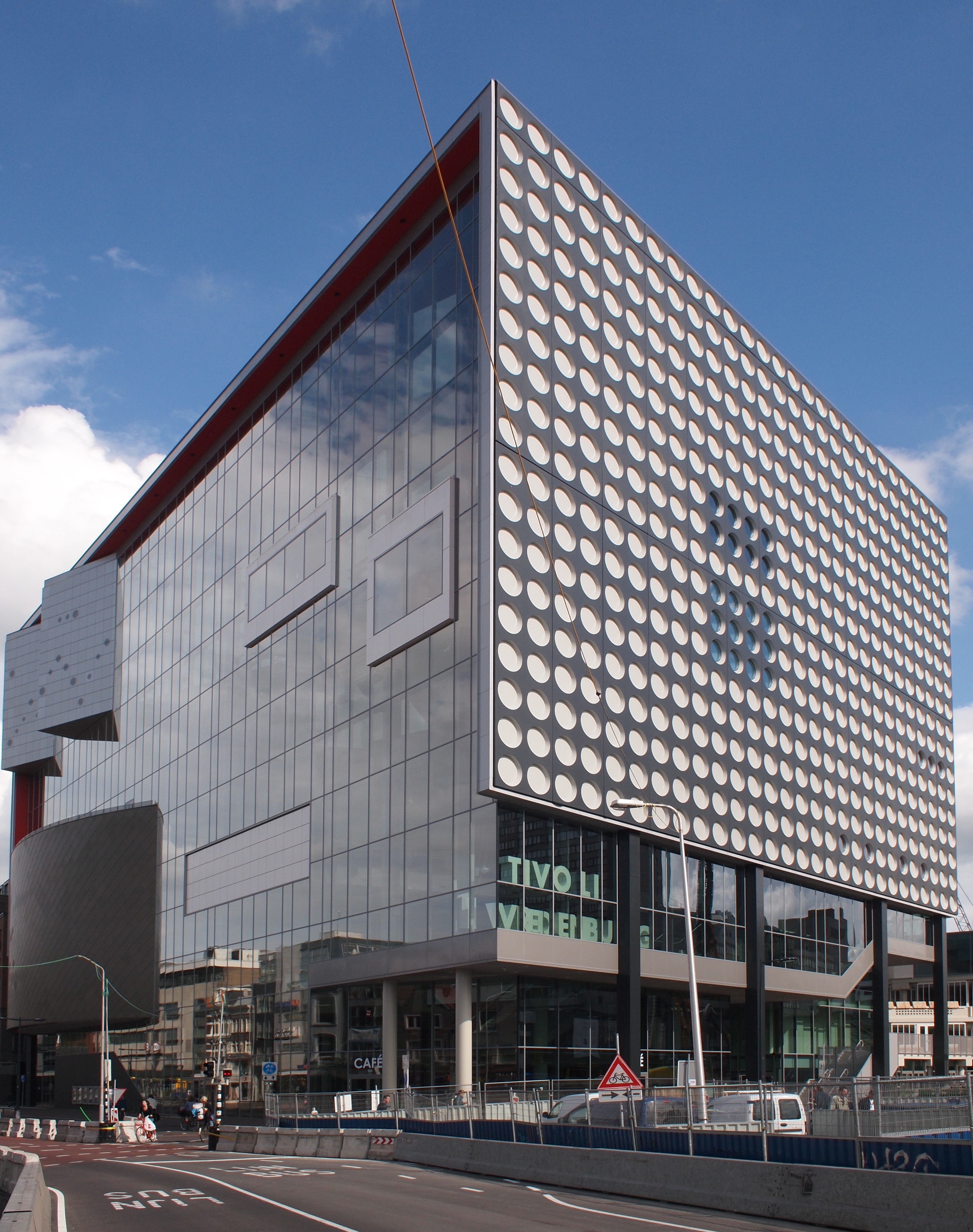
TivoliVredenburg, Utrecht
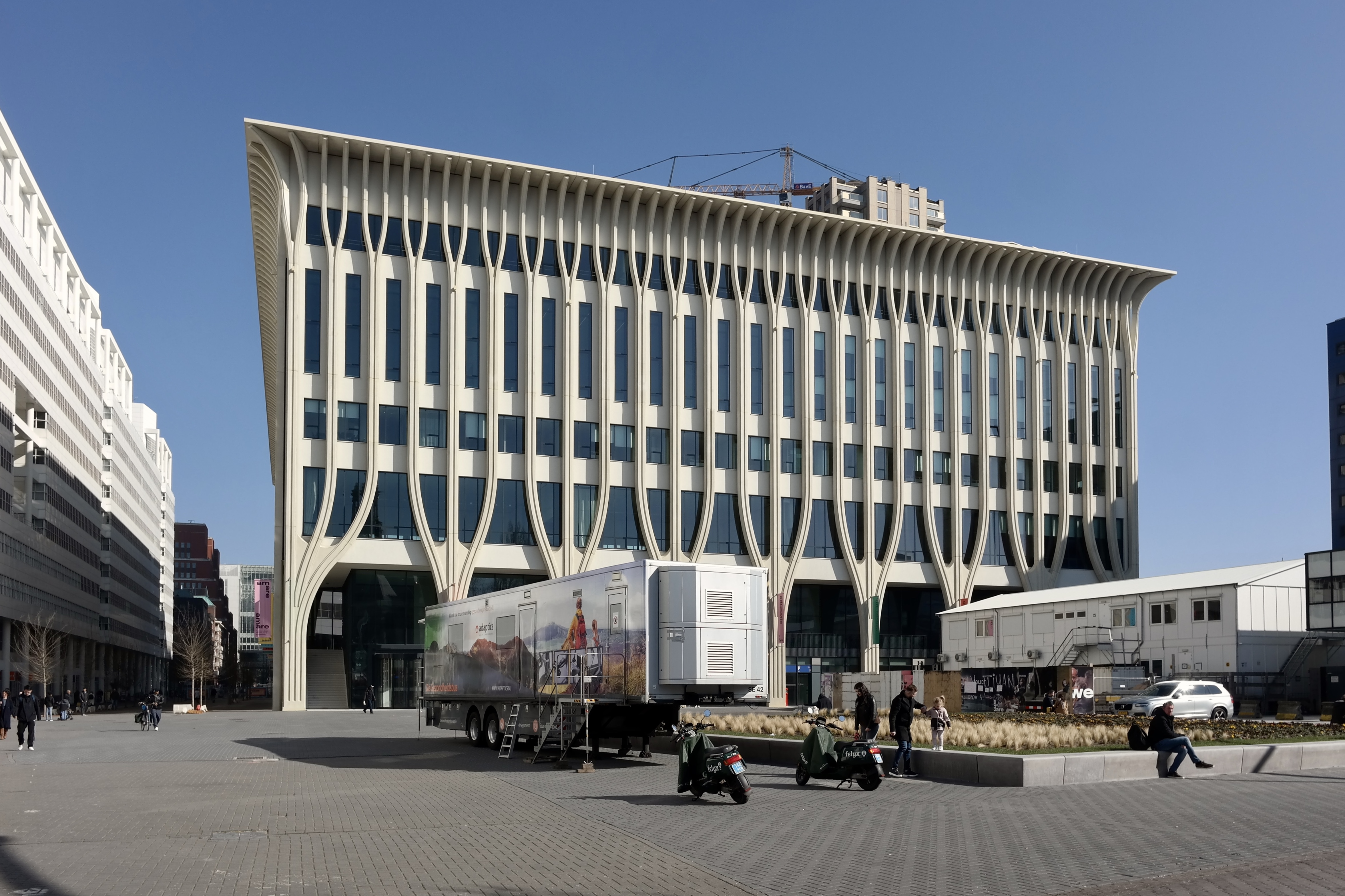
Amare, Den Haag